# Apostolos Doxiadis
Apostolos Doxiadis (Brisbane, 1953) é um escritor grego nascido na Austrália mas criado na Grécia. Suas obras incluem Logicomix (em co-autoria com Christos Papadimitriou, 2008) e O Tio Petros e a Conjetura de Goldbach (2001).